# Swimming Out Till the Sea Turns Blue
Pour plus de détails, voir Fiche technique et Distribution.
Swimming Out Till the Sea Turns Blue (一直游到海水變藍, Yīzhí yóu dào hǎishuǐ biàn lán) est un film documentaire chinois réalisé par Jia Zhangke, sorti en 2020.

## Synopsis
À l'occasion d'un festival de littérature dans la province du Shanxi, le réalisateur rencontre les écrivains chinois Jia Pingwa, Yu Hua et Liang Hong.

## Fiche technique
- Titre original : 一直游到海水變藍, Yīzhí yóu dào hǎishuǐ biàn lán
- Titre français : Swimming Out Till the Sea Turns Blue
- Réalisation : Jia Zhangke
- Scénario : Jia Zhangke et Wan Jiahuan
- Photographie : Yu Lik-wai
- Pays d'origine : Chine
- Format : couleur - 35 mm - 1,85:1 - son Dolby
- Genre : documentaire
- Durée : 112 minutes
- Dates de sortie :
  - Allemagne : 21 février 2020 (Berlinale)

## Distribution
- Liang Hong : lui-même
- Yu Hua : lui-même
- Jia Pingwa : lui-même

## Distinction

### Sélections
- Berlinale 2020 : sélection en section Berlinale Special